# Pachybathron tayrona
Pachybathron tayrona is een slakkensoort uit de familie van de Cystiscidae. De wetenschappelijke naam van de soort is voor het eerst geldig gepubliceerd in 1987 door Díaz & Velásquez.